# Волейбол на літніх Олімпійських іграх 1968
Волейбольні змагання на Літніх Олімпійських іграх 1968 року проводились для чоловіків та жінок. МОК спочатку хотів не проводити ці змагання, проте, зустрівши протести, залишив змагання.
Змагання з волейболу на Іграх XIX Олімпіади в Мехіко проходили з 13 по 26 жовтня 1968 року з участю 10 чоловічих і 8 жіночих команд. Чемпіонські титули виграли чоловіча та жіноча збірні СРСР. В чоловічій збірній Україну представляли 9 спортсменів: Бєляєв Володимир, Іванов Володимир, Лапинський Євген, Матушевас Василіус, Михальчук Віктор, Мондзолевський Георгій, Поярков Юрій, Сибіряков Едуард, Терещук Борис.

## Переможці
| Місце | Країна         | Золото | Срібло | Бронза | Загалом |
| ----- | -------------- | ------ | ------ | ------ | ------- |
| 1     | СРСР           | 2      | 0      | 0      | 2       |
| 2     | Японія         | 0      | 2      | 0      | 2       |
| 3     | Чехословаччина | 0      | 0      | 1      | 1       |
| 4     | Польща         | 0      | 0      | 1      | 1       |

## Склад команд
| Змагання         | Золото | Срібло | Бронза |
| ---------------- | --- | --- | --- |
| Чоловічий турнір | СРСР (URS) Едуард Сибіряков Юрій Поярков Георгій Мондзолевський Валерій Кравченко Володимир Бєляєв Євген Лапинський Іван Бугаєнков Олегос Антроповс Василіус Матушевас Віктор Михальчук Борис Терещук Володимир Іванов | Японія (JPN) Тадаесі Екота Наохіро Ікеда Кендзі Кімура Ісао Коїдзумі Масаюкі Мінамі Ясуакі Міцуморі Дзюнго Моріта Кацутосі Некода Сейдзі Око Тецуо Сато Кендзі Сімаока Мамору Сірагамі | Чехословаччина (TCH) Богумил Голиан Зденек Грессел Любомир Зайішек Петро Коп Драгомир Коуделка Йозеф Мусіл Володимир Петлак Антонін Прохазка Іржі Свобода Йозеф Смолка Франтішек Сокіл Павло Шенк                                  |
| Жіночий турнір   | СРСР (URS) Людмила Булдакова Людмила Михайлковська Тетяна Вейнберга Віра Лантратова Віра Галушка Тетяна Саричьова Тетяна Третякова Ніна Смолєєва Інна Рискаль Галина Леонтьєва Роза Саліхова Валентина Виноградова     | Японія (JPN) Сецуко Йосіда Тоеко Івахара Сецуко Іноуе Юко Касахара Юкіе Кодзіма Суміе Оінума Айко Онодзава Куніе Сісікура Судзуе Такаяма Сатіко Фукунака Макіко Фурукава Кейко Хама    | Польща (POL) Галина Ашкелович Ванда Віха Христина Крупа Ядвіга Марко-Ксьонжек Юзефа Ледвіг Христина Остроменцька Ельжбета Пожец Барбара Хермель-Немчик Лідія Хмельницька Кристина Чайковська Зофія Щенсневська Христина Якубовська |